# جیووانی بروزانیتی
جیووانی بروزانیتی (انگلیسی: Giovanni Bruzzaniti؛ زادهٔ ۹ سپتامبر ۲۰۰۰) بازیکن فوتبال اهل ایتالیا است.